# Cimbex americanus
Cimbex americanus är en stekelart som beskrevs av Leach. Cimbex americanua ingår i släktet Cimbex och familjen klubbhornsteklar. Inga underarter finns listade i Catalogue of Life.